# Aaron Popoola
Aaron Popoola est un boxeur ghanéen né le 22 mars 1942 à Accra.

## Carrière
Aaron Popoola remporte la médaille de bronze dans la catégorie des poids légers aux championnats d'Afrique d'Accra en 1964. Il concourt ensuite dans la catégorie des poids super-légers, remportant la médaille d'or aux championnats d'Afrique de Lagos en 1966 puis la médaille d'argent aux Jeux de l'Empire britannique et du Commonwealth de Kingston en 1966.
Aux Jeux olympiques d'été de 1968 à Mexico, il est éliminé au deuxième tour dans la catégorie des poids welters par le Turc Celal Sandal (en).